# Havířov střed
Havířov střed je železniční zastávka v centru města Havířov. V zastávce zastavuji všechny osobní vlaky linky S9 a spěšné vlaky linky R61. Nadmořská výška zastávky je 265 m. Zastávka funguje od roku 2017 a denně ji využije až 600 cestujících.[zdroj?]

## Historie
Výstavba zastávky začala v březnu 2017 ještě pod názvem Havířov nemocnice, během výstavby došlo k přejmenování na současný název, cestujícím začala sloužit a začaly tu zastavovat vlaky 16. října 2017, slavnostní otevření proběhlo o den později.